# Geschützter Landschaftsbestandteil Althude Im Höhlchen
Der Geschützte Landschaftsbestandteil Althude Im Höhlchen mit einer Größe von 2,77 ha liegt östlich von Walbecke im Stadtgebiet von Schmallenberg. Das Gebiet wurde 1993 mit dem Landschaftsplan Schmallenberg Südost durch den Kreistag vom Hochsauerlandkreis als Geschützter Landschaftsbestandteil (LB) ausgewiesen. Der LB ist im Westen umgeben von intensiv genutztem Grünland im Landschaftsschutzgebiet Bödefelder Mulde. Im Osten geht der LB bis an die Stadtgrenze. Nördlich vom LB liegt Altenfeld im Stadtgebiet von Winterberg. Altenfeld liegt näher zum Schutzgebiet als Walbecke.

## Gebietsbeschreibung
Der Geschützte Landschaftsbestandteil Althude Im Höhlchen ist eine alte Hudefläche in einem Taleinschnitt. Auf dem mageren Weidegrünland stehen um die 20 Eichen im Freistand, welche in ovaler Form angeordnet sind. Der Brusthöhendurchmesser der tiefbeasteten Eichen betrug bei Ausweisung ca. 0,80 m. An Hangkanten stehen Weißdorngebüsche. Neben dem ökologischen Wert weist der Landschaftsplan auf den kulturhistorischen und landschaftsästhetischen Wert hin.

## Schutzzweck
Schutzobjekt, welches sich laut Landschaftsplan in seinem eigenständigen Charakter deutlich von der sie umgebenden Wald- und Feldlandschaft unterscheidet.

## Auflagen
Eine Erstaufforstung und eine Anlage von Weihnachtsbaumkulturen sind verboten.